# 安田優
安田 優（やすだ ゆたか、1912年（明治45年）2月1日 - 1936年（昭和11年）7月12日）は、日本の陸軍軍人。陸軍砲工学校学生。二・二六事件に参加、他の将校らと内大臣斎藤實、教育総監渡辺錠太郎を相次いで襲撃した。最終階級は砲兵少尉。

## 略歴
- 熊本県天草郡出身。6男4女の次男。京都大学へ進学した兄が左翼活動家となったことから優は中学を退学させられた[1]
- 旧制・熊本県立済々黌中学校（熊本県立済々黌高等学校）を経て、陸軍士官学校に入学。
- この頃の区隊長に、後に二・二六事件で同志となる村中孝次が、また級友に中島莞爾がいた。
- 1934年（昭和9年）6月 - 陸軍士官学校を卒業（46期）。同期に、堀栄三・畑中健二・益田兼利らがいる。野砲兵第七連隊五中隊附。
- 1934年（昭和9年）8月 - 満洲に出征、10月に陸軍砲兵少尉任官。
- 1935年（昭和10年）12月 - 陸軍砲工学校に入学。この頃、野中四郎、安藤輝三らの知遇を得る。
- 1936年（昭和11年）2月 - 二・二六事件 に参加、内大臣斎藤實、教育総監渡辺錠太郎を殺害、逮捕される。事件から3日後の2月29日付で正八位返上を命じられる[2]。
- 1936年（昭和11年）7月 - 叛乱罪（群衆指揮等）で死刑判決。12日、東京陸軍刑務所で死刑執行。25歳。

## 二・二六事件
安田のほか、中尉坂井直、少尉高橋太郎、少尉麦屋清済が率いる150人の襲撃部隊が、東京府東京市四谷区仲町三丁目（現東京都新宿区若葉一丁目）の内大臣斎藤実の私邸を急襲。斎藤を機関銃で殺害した。 
このあと、 安田は高橋少尉とともに30人を連れ、上荻窪の渡辺錠太郎教育総監私邸へ向かい、 渡辺を射殺。後の安田の供述によれば、本来、渡辺に関しては殺害する意図は無く、陸軍大臣官邸まで連行するのが目的であったという。なお、このとき殺害現場に居合わせた渡辺の次女渡辺和子（生年：1927 - 2016年、学校法人ノートルダム清心学園の理事長）と、安田の末弟・善三郎とは、現在に至るまで交流があった。
辞世（処刑5分前の書） 「あをぐもの涯に／我がつとめ 今は終わりぬ 安らかに 我れかへりなむ 武夫の道」
墓所は賢崇寺（東京都港区元麻布）。

## 演じた俳優
映画
- 三砂亘（『叛乱』、1954年）
- 林統一（『226』、1989年）